# Angels of Venice
Angels Of Venice es un grupo fundado en 1993 por la arpista Carol Tatum. El sonido central del grupo es una combinación de estilos mediorientales, medievales y neoclásicos, donde el arpa, la flauta y el violonchelo desempeñan el papel principal.

## Miembros
- Carol Tatum[2] - arpa, bouzouki irlandés, dulcimer martillado, teclados, producción
- Cathy Biagini - violonchelo
- Susan Craig Winsberg[2] - flautas/flauta dulce
- Irina Chirkova - violonchelo
- Christina Linhardt[2] - voz/flauta

Su álbum homónimo fue lanzado a través del sello Windham Hill Records/Sony BMG. Originalmente, Angels of Venice era un grupo puramente instrumental con cameos vocales. 
Al proyecto musical han sido invitados diversos vocalistas destacados como la soprano germano-estadounidense Christina Linhardt, la vocalista de world music Azam Ali (VAS, Niyaz), el cantante de shock-rock/goth Charles Edward. También han participado artistas como la banda industrial gótica Seraphim Conmoción y el tenor de música antigua/ópera Daniel Plaster. 

## Discografía

### Music for Harp, Flute and Cello(1994)
Listado de pistas
1. Pachelbel's Canon
2. Little Angels
3. Dragonfly
4. Crystal Tears
5. An English Garden
6. Greensleeves
7. Sara's Dream
8. Night Spirits
9. Luna Mystica
10. A Time for Dreams
11. The Enchanted Forest
12. Lover's Requiem
13. The Reflecting Pool
14. Dreamcatcher

### Awake Inside a Dream(1996)
Listado de pistas
1. Lionheart
2. A Chantar Mer
3. Nana
4. The Sins of Salome
5. Scarborough Faire (con the Dramatics)
6. Three Nightingales
7. The World Beyond the Woods
8. China Moon
9. Light at the Edge of the World
10. Awake Inside a Dream

### Angels of Venice(1999)
Listado de pistas
1. Sad Lisa
2. Lionheart
3. After The Harvest
4. A Chantar Mer
5. Within You Without You
6. Trotto
7. Queen Of The Sun
8. Si Je Perdais Mon Ami
9. As Tears Go By
10. China Moon
11. Tears Of The World (Lacrimae Mundi)

### Sanctus(2003)
Listado de pistas
1. Carol of the Bells
2. God Rest Ye Merry Gentlemen
3. Little Drummer Boy
4. Polorum Regina - Llibre Vermell
5. What Child is This?
6. We Three Kings
7. O Holy Night
8. Silent Night
9. Edelweiss
10. Good King Winceslas
11. Dance of the Sugar Plum Fairy
12. Carol of the Bells (Vocal Version)